# Жечиця (Сьредський повіт)
Жечиця (пол. Rzeczyca, нім. Regnitz) — село в Польщі, у гміні Шрода-Шльонська Сьредського повіту Нижньосілезького воєводства.
Населення — 228 осіб (2011).
У 1975-1998 роках село належало до Вроцлавського воєводства.

## Демографія
Демографічна структура станом на 31 березня 2011 року:
|          | Загалом | Допрацездатний вік | Працездатний вік | Постпрацездатний вік |
| -------- | ------- | ------------------ | ---------------- | -------------------- |
| Чоловіки | 132     | 25                 | 90               | 17                   |
| Жінки    | 96      | 11                 | 53               | 32                   |
| Разом    | 228     | 36                 | 143              | 49                   |